# Pierre Dospital
Pour les articles homonymes, voir Dospital.
Pierre (Peio) Dospital, est né le 15 mai 1950 à Itxassou (Pyrénées-Atlantiques). C’est un ancien joueur de rugby à XV, qui a joué avec l'équipe de France de 1977 à 1985, évoluant au poste de pilier droit (1,85 m pour 106 kg). Il jouait avec l'Aviron bayonnais.
Un livre lui a été consacré:
Pierre Dospital : vie d'un pilier basque : pilier de rugby, de fête et de l'amitié, de Alain Leygonie, éd. du Rocher, 2004. 

## Carrière
Débutant à l'US Cambo, il a joué avec l'Aviron bayonnais, club avec lequel il a remporté le challenge Yves du Manoir et a été finaliste du championnat de France.
Il a disputé son premier test match le 10 décembre 1977, contre l'équipe de Roumanie, et son dernier test match fut contre l'équipe d'Argentine, le 22 juin 1985.
Il était remplaçant lors du grand Chelem réussi par la France en 1977, mais était titulaire pour celui de 1981. 
Dospital a joué avec les Barbarians en 1984 et 1986 : Le 1er septembre 1984, il joue pour la première fois avec les Barbarians français contre les Harlequins au Stade de Twickenham. Les Baa-Baas l'emportent 42 à 20. Le 10 mai 1986, il est invité une seconde fois avec les Barbarians français pour jouer contre l'Écosse à Agen. Les Baa-Baas l'emportent 32 à 19.
Athlète de force basque, organisateur de spectacle de ces disciplines, chanteur et animateur d'un groupe folklorique Basque, il a été président de l'Aviron bayonnais.

## Palmarès

### En club
- Championnat de France de première division :
  - Vice-champion (1) : 1982
- Challenge Yves du Manoir :
  - Vainqueur (1) : 1980

### Avec l'équipe de France
- Sélections en équipe nationale : 27
- Sélections par année : 1 en 1977, 1 en 1980, 4 en 1981, 4 en 1982, 4 en 1983, 5 en 1984, 4 en 1985
- Tournois des Cinq Nations disputés : 1980, 1981, 1982, 1983, 1984, 1985
- Vainqueur du tournoi en 1981 et 1983.
- Grand Chelem en 1981